# Proglašenje neovisnosti Albanije
Proglašenje neovisnosti Albanije (albanski: Shpallja e Pavarësisë ili Deklarata e Pavarësisë) je jedan od najvažnijih događaja u albanskoj povijesti. Neovisnost Albanije je proglašena 28. studenog 1912. na velikoj skupštini u Valoni i predstavlja završnicu višedesetljetne albanske borbe za neovisnost.

## Pozadina
Članice Balkanske lige su napale Osmansko Carstvo u listopadu 1912. godine u cilju podjele njegovih balkanskih posjeda, što je dobrim dijelom uključivalo oblasti naseljene Albancima. Albanci su se protivili zauzimanju svojih naselja i organizirali su dobrovoljačke jedinice koje su pružile jaki otpor.
Srbija je tijekom listopada i studenog 1912. zaposjela veći dio Albanije, zajedno s albanskom obalom na kojoj je najvažnija strateška točka bila luka Drač. Računalo se s politikom svršenog čina. Kada je crnogorska vojska napala Skadar, naišla je na jak otpor turskog garnizona potpomognutog sa šest tisuća albanskih dobrovoljaca. Poslije dugotrajne opsade uz pomoć srpske vojske i mnogo ljudskih žrtava, kralj Nikola je ušao u grad 23. travnja, kapitulacijom Esad-paše. Grčka vojska je prodirala s juga. Nakon što su vojske balkanskih država osvojile većinu albanskih oblasti, albanski glavari su se povukli na slobodnu oblast Vlore (Valone). 
Albanski predstavnici su se u početku borili za autonomiju Albanije u okviru Osmanskog Carstva. Međutim, nakon velikih potresa u prvom balkanskom ratu, kada su balkanski teritoriji Osmanskog Carstva podijeljeni između susjednih država, Albanci se također odlučuju za stvaranje neovisne države.

## Pripremanje skupštine
Istaknutu ulogu u ovim događajima je imao albanski političar Ismail Qemali. Nakon što je srpska vojska poslije Kumanovske bitke (23. i 24 listopada 1912) ušla u Skoplje Qemali je doputovao iz Trsta u Bukurešt, u kojem je živjela velika zajednica Albanaca. Qemali se u Bukureštu dogovorio s albanskim prvacima da zajedno otputuju u Albanski vilajet. Iz Bukurešta je slao brzojave u sve krajeve Albanskog vilajeta tražeći da svi pošalju zastupnike u Valonu na veliki nacionalni kongres. Qemali se također susreo s ministrom vanjskih poslova Austro-Ugarske grofom Berchtoldom, koji je podržao njegove poglede na rješenje nacionalnog pitanja Albanaca i stavio mu na raspolaganje brod koji ga je prevezao do luke Drač. Iz Drača je Ćemali s grupom Albanaca iz Rumunjske odjahao u Valonu.
Luku Valona je grčka mornarica držala u blokadi i sa svojih brodova je topništvom granatirala grad.

## Narodna skupština u Vlori

### Zastupnici
U Valoni je u kući Džemil-bega (|Xhemil bey) održana velika narodna skupština kojoj su prisustvovali predstavnici iz svih oblasti u kojima žive Albanci. Skupštinu su činili predstavnici s teritorija četiri vilajeta Osmanskog Carstva (Kosovski, Skadarski, Janjinski i Bitoljski vilajet) uključujući i nekolicinu Albanaca iz Bukurešta. Navedeni predstavnici se u Albaniji nazivaju Očevima osnivačima (Baballaret e kombit):
- Berat: Sami Bey Vrioni, Ilias Bey Vrioni, Taq Tutulani, Babë Dud Karbunara;
- Skrapar: Xhelal bej Koprencka; Hajredin bej Cakrani;
- Lušnja: Qemal bej Mullai, Ferit bej Vokopola, Nebi Efendi Sefa;
- Debar: Myfti Vehbi Dibra, Sherif Lengu;
- Mat: Ahmet Zogu (kasnije Kralj Zog), Riza bej Zogolli, Kurt Agë Kadiu;
- Ohrid i Struga: Zyhdi bej Ohri, Dr. H. Myrtezai, Nuri Sojlliu, Hamdi bej Ohri, Mustafa Baruti, Dervish bej Hima;
- Drač: Abaz Efendi Çelkupa, Mustafa Agë Hanxhiu, Jahja Ballhysa, Dom Nikollë Kaçorri;
- Tirana: Abdi bej Toptani, Murat bej Toptani; Ymer Sollaku
- Šijak: Xhelal Deliallisi, Ymer bej Deliallisi, Ibrahim Efendiu;
- Kroja: Mustafa Merlika-Kruja;
- Elbasan: Lef Nosi, Shefqet bej Daiu, Qemal bej Karaosmani, Dervish bej Biçaku;
- Pećin: Mahmud Efendi Kaziu;
- Gramš: Ismail Qemali Gramshi (ne miješati ga s Ismailom Qemalijem);
- Đirokastra: Elmaz Boçe, Veli Harxhi, Myfid bej Libohova, Petro Poga, Jani Papadhopulli;
- Parmet: Veli bej Këlcyra, Syrja bej Vlora;
- Tepelene: Feim bej Mezhgorani;
- Janjina: Kristo Meksi, Aristidh Ruci;
- Čamerija: Veli Gërra, Jakup Veseli, Rexhep Demi, Azis Tahir Ajdonati;
- Delvine: Avni bej Delvina;
- Korča: Pandeli Cale, Thanas Floqi, Spiro Ilo,
- Pogradec: Hajdar Blloshmi;
- Kosovski Vilajet (Đakovica, Mitrovica, Peć, Plav-Gusinje, itd.): Rexhep Mitrovica, Bedri bej Ipeku, Salih Gjuka, Mit'hat Bey Frashëri, Mehmet Pashë Derralla, Isa Boletini, Riza bej Gjakova, Hajdin bej Draga, Dervish bej Ipeku, Zenel bej Begolli, Qerim Begolli;
- Skadar: Luigj Gurakuqi;
- Vlora: Ismail Qemali, Zihni Abaz Kanina, Zyhdi Efendi Vlora, Qazim Kokoshi, Jani Minga, Eqerem bej Vlora;
- Albanska emigracija iz Bukurešta: Dhimitër Zografi, Dhimitër Mborja, Dhimitër Berati, Dhimitër Ilo

Iako je iz određenih oblasti Osmanskog Carstva u kojima su živjeli Albanci bilo prisutno više osoba, dogovoreno je da svaka regija ima po jedan glas, neovisno od broja osoba iz te regije koje su nazočne. Predstavnici nekih gradova koji su se nalazili pod opsadom (npr. Korçë i Skadra) nisu mogli stići do Valone, pa su među nazočnima odabrane osobe koje će zastupati te krajeve.

### Odluke
U Valoni, dana 28. studenog 1912. godine, Narodna skupština je proglasila Albaniju neovisnom državom. Po usvajanju teksta deklaracije Ismail Qemali je izašao na terasu zgrade skupštine i pred okupljenim građanima razvio crvenu albansku zastavu s crnim dvoglavim orlom. Nakon toga su albanski predstavnici uputili brzojave balkanskim susjedima:
Dne 4. prosinca 1912, Skupština Valone izabrala je prvu Vladu neovisne Albanije. Na čelu privremene vlade bio je Ismail Qemali, koji je uspio pridobiti podršku Austro-Ugarske i Italije. Također, uspostavljeno je vijeće staraca (albanski: Plekёsia), koje je pomagalo Vladi na dužnosti. Organiziranje narodne vojske povjereno je Rizi-beju iz Đakovice i Isi Boletiniju, koji se ispred srpske vojske preko Ljume povukao u Valonu. Skupština je za albansku nacionalnu zastavu izabrala crvenu zastavu s dvoglavim orlom Skenderbega.
Granice novoproglašene države nisu bile jasno utvrđene. Deklaraciju su izglasali albanski prvaci iz sva četiri vilajeta koja su naseljavali Albanci (Kosovski, Skadarski, Janjinski i Bitoljski), ali nisu činili apsolutnu većinu stanovnika. Također, Privremena vlada Albanije u trenutku proglašenja nezavisnosti nije imala kontrolu nad mnogim oblastima na koje je polagala pravo.

## Međunarodno priznanje i utvrđivanje granica
Radi ustanovljenja novih granica na Balkanu sazvana je u Londonu međunarodna konferencija veleposlanika velikih sila (Austro-Ugarske, Italije, Rusije, Francuske, Njemačke i Ujedinjenog Kraljevstva). Članice Balkanske lige nisu priznavale neovisnost Albanije i tražile su podjelu albanskih teritorija. Međutim, već prvog dana veleposlaničke konferencije, 17. prosinca 1912. godine, donesen je načelni zaključak o formiranju Kneževine Albanije zajamčene od strane šest sila.
Albanska delegacija je zahtijevala punu neovisnost Albanije u okviru svojih etničkih granica. Srbija je zahtijevala da se granična linija povuče razvođem zapadno od Ohridskog jezera i Crnog Drima, tako bi dobila Dečane, Đakovicu, Prizren, Debar i Ohrid. Crna Gora je, pak, tražila granicu na rijeci Mati i razvođu Drima i Fani, tako da joj pripadnu Skadar, Medova i Lješ. Grčka je, na jugu, tražila čitav sjeverni Epir. Protiv zahtjeva balkanskih susjeda navodio se demografski argument. Austro-Ugarska je, u skladu s demografijom, predlagala granicu Albanije koja bi obuhvaćala i Đakovicu, Debar, Korču, Janjinu, Strugu i Ohrid, Peć i Prizren. Srbija je, uz podršku Francuske i Rusije, uspjela dobiti Peć, Đakovicu, Prizren, Debar i Ohrid.
Dana 20. prosinca 1912. veleposlanička konferencija u Londonu je priznala neovisnu Albaniju. Londonskim mirovnim ugovorom 30. svibnja 1913. godine Albanija je službeno priznata kao država. 29. srpnja 1913. godine velike sile su Kneževinu Albaniju stavile pod upravu međunarodnog povjerenstva na razdoblje od deset godina, a za prvog kneza Albanije postavljen je Nijemac Vilim Wiedski (Wilhelm von Wied). Novonastala Kneževina Albanija je obuhvatila tek oko polovice albanskog etničkog teritorija, dok se veliki broj Albanaca našao u okviru Srbije, Crne Gore i Grčke. Međutim, ni po zaključenju Londonske konferencije srpske trupe se nisu povukle na demarkacijsku liniju. Tek ultimativnom prijetnjom velikih sila i topovima s austro-ugarskih i talijanskih brodova okrenutim ka luci Draču, Srbija je bila prisiljena na povlačenje. Srpska vojska se počela povlačiti iz Albanije u drugoj polovini kolovoza 1913. godine, tijekom Drugog balkanskog rata.

## Posljedice
Usprkos podršci zapadnih zemalja, albanska država se od samog nastanka suočavala s ozbiljnim problemima. Novoosnovanu državu su 1912. – 1913. okupirale trupe okolnih zemalja (Srbije, Crne Gore i Grčke). Esad Paša Toptani je krajem 1913. uz pomoć Srbije preuzeo vlast u središnjoj Albaniji, ne priznajući nadležnost privremene vlade. Međunarodna zajednica je 1914. za upravitelja Albanije imenovala Vilima Wiedskog, ali zbog izbijanja pobune i prvog svjetskog rata on iste godine napušta zemlju. Tijekom narednih godina, u Albaniji je vladala neka vrsta bezvlašća.
Za vrijeme Prvog svjetskog rata, dijelove Albanije su sukcesivno zauzimale razne države (Srbija, Austro-Ugarska, Italija), da bi po završetku rata Italija, Grčka i novoosnovana Kraljevina SHS nastavile otimanje oko nje. Valonskim ratom 1920. Albanci protjeruju Talijane, nakon čega uspostavljaju kontrolu nad većim dijelom albanskog teritorija. Beogradska vlada je i dalje nastavila izazivati nestabilnosti u Albaniji, pružanjem podrške svojim klijentima i katoličkom separatizmu na sjeveru (Republika Mirdita). Tijekom 1921. Kraljevina SHS će zajedno s Grčkom početi voditi agresivni rat protiv Albanije koji će doći na naslovne strane svjetskog tiska i na dnevni red Lige naroda.
Veleposlanička konferencija u Parizu je 21. studenog 1921. potvrdila granice Albanije iz 1913. godine i priznala Albaniju kao potpuno neovisnu i suverenu državu.

## Naslijeđe
Dan usvajanja deklaracije o neovisnosti Albanije slavi se kao državni blagdan u Albaniji pod nazivom Dan neovisnosti. Ovaj blagdan slave i Albanci izvan Albanije, neki i pod imenom Dan albanske zastave.